# روبرت كينيدي (معلم موسيقى)
روبرت كينيدي (بالإنجليزية: Lauri Kennedy)‏ هو معلم موسيقى أسترالي، ولد في 5 يوليو 1896، وتوفي في 26 أبريل 1985.

## وصلات خارجية
- روبرت كينيدي على موقع ميوزك برينز (الإنجليزية)
- روبرت كينيدي على موقع ديسكوغز (الإنجليزية)